# رون باربر
رون باربر هو شخصية أعمال وسياسي أمريكي، ولد في 25 أغسطس 1945 في ويكفيلد في المملكة المتحدة. نشط حزبياً في الحزب الديمقراطي.

## مناصب
- في انتخابات مجلس النواب الأمريكي 2010 [الإنجليزية]‏، انتخب عضو مجلس النواب الأمريكي عن دائرة الدائرة الكونغرسية الثامنة لأريزونا [الإنجليزية]‏ وقد انضم خلال فترته النيابية [الإنجليزية]‏ (12 يونيو 2012 – 3 يناير 2013) للكتلة البرلمانية الحزب الديمقراطي.
- في انتخابات مجلس النواب الأمريكي 2012، انتخب عضو مجلس النواب الأمريكي عن دائرة Arizona's 2nd congressional district [الإنجليزية]‏ وقد انضم خلال فترته النيابية (3 يناير 2013 – 3 يناير 2015) للكتلة البرلمانية الحزب الديمقراطي.
- انتخب أجير غابرييل جيفوردز (2007 – 2012).
- انتخب عضو مجلس النواب الأمريكي (2012 – 2015).